# 小山善
小山 善（こやま ぜん、1860年9月24日（万延元年8月10日） - 1933年（昭和8年）5月6日）は、日本の医師。宮内省侍医寮御用掛、日本赤十字社医員。伊藤博文や李王世子一家の侍医を務めた。

## 概要
1860年、現在の新潟県新発田市に生まれる。小山家は医者の家系であった。1891年に発生した濃尾地震に際しては、当時の岐阜県武儀郡関町に設置された赤十字社仮病院で被災者の救護活動に従事した。1909年（明治42年）10月26日、枢密院議長伊藤博文の侍医として彼のハルビン訪問に隨行した際、朝鮮の独立運動家であった安重根の銃撃により重傷を負った伊藤博文の救命処置をする。小山善はこの際のことについて「伊藤公がハルビン駅に到着しロシア軍隊の前を通っていたとき、爆竹のような音を聞き同時に伊藤公が負傷したことを確認したため、直ちに救命活動を行った。」「伊藤公は負傷後短い時間で死亡した。」といった内容を述べている。同年、従六位勲五等に叙される。1922年（大正11年）、当時侍医を務めていた李王世子一家の長男李晋が夭折。1933年5月6日、東京府東京市麹町区の自宅にて没する。74歳。

## 家族
- 前妻:セツ - 適塾門下生で大審院評定官の巌谷龍一[9]の娘。1898年（明治31年）11月3日没。
- 後妻:牧千代 - 武雄鍋島氏10代当主であり男爵の鍋島茂昌の娘[10]。
- 長男:善節 - 夭折。
- 次男:善夫 - 1907年（明治40年）11月15日生。1944年（昭和19年）10月15日、ビルマで戦没。
- 三男:義之 - 1910年（明治43年）8月23日生。東京帝国大学医学部を卒業し、国立国際医療センター院長などを務める[11]。日野原重明らとともに日本における人間ドックの普及に尽力。1981年（昭和56年）11月3日、勲一等瑞宝章。2003年（平成15年）11月11日没。正三位。
- 長女:暢 - 東京帝国大学法科大学を卒業し拓務次官や南満州鉄道理事を務めた入江海平の妻[12]。1945年（昭和20年）5月25日、東京大空襲により表参道付近で行方不明。
- 次女:琴 - 大橋秀一妻。
- 三女:若 - 東京帝国大学法科大学を卒業し逓信省に勤めた赤峰哲夫の妻[12]。のちに三重県の実業家田中治郎左衛門[13]と再婚。
- 四女:弘 - 1904年（明治37年）3月31日生。武田尚、橋本章二妻。
- 五女:和 - 1905年（明治38年）10月24日生。東京帝国大学工学部土木工学科を卒業し海軍の地上設備設計に関わった相原益隆の妻[12]。1932年（昭和7年）11月15日没。